# Ucuriș, Bihor
Ucuriș este un sat în comuna Olcea din județul Bihor, Crișana, România.

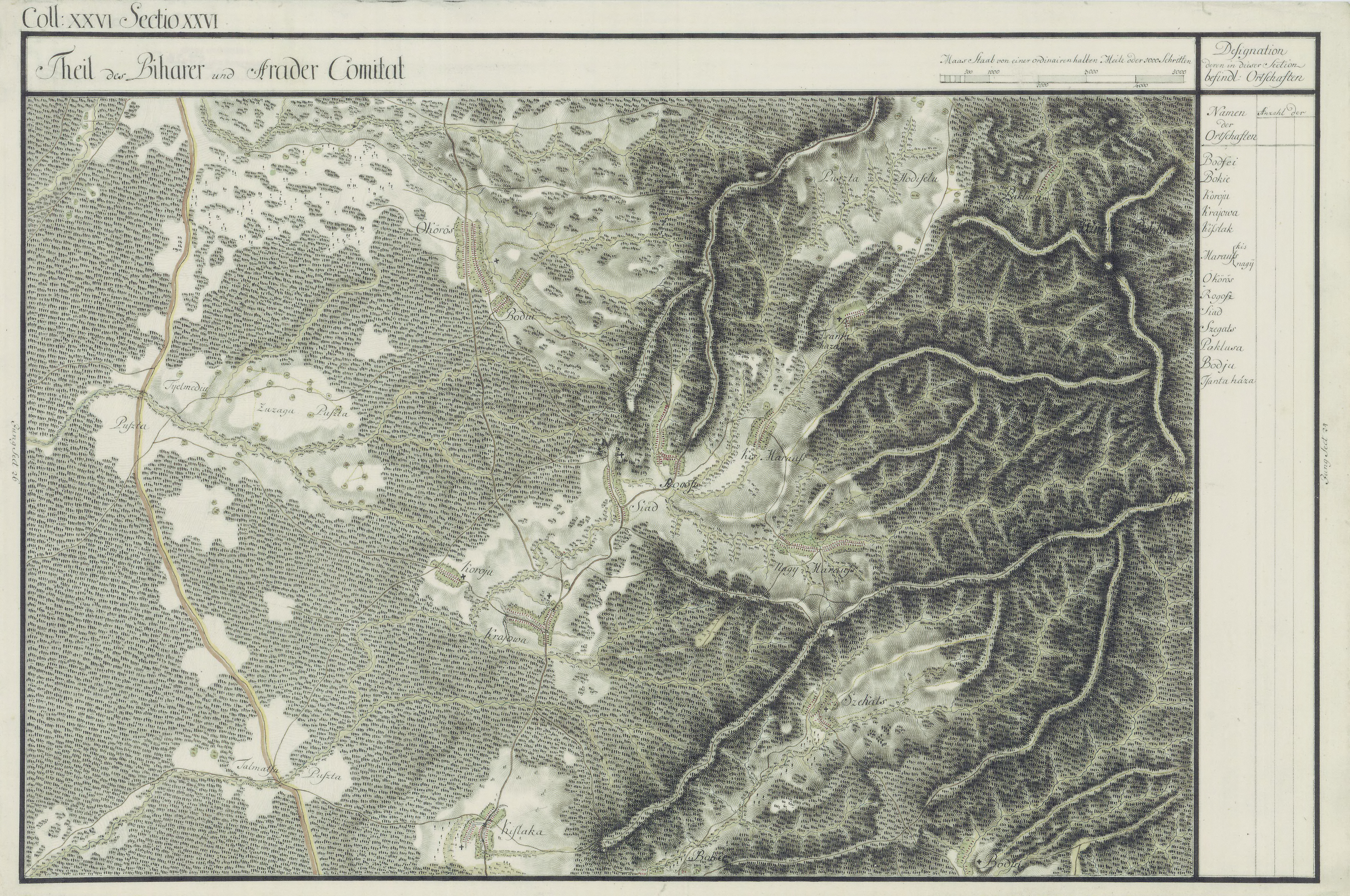
Ucuriș în Harta Iozefină a Comitatului Arad, 1782-85